# Cooperstown (New York)
Pour les articles homonymes, voir Cooperstown.
Cooperstown est un village, siège du comté d'Otsego dans l'État de New York aux États-Unis. Au recensement de 2010, la population de Cooperstown se chiffrait à 1 852 habitants. Cooperstown fut fondée et baptisée par William Cooper (en), juge et membre du Congrès pour le comté d'Otsego, père de l'écrivain James Fenimore Cooper.
Le village se trouve à l'extrémité sud du Lac Otsego, endroit où celui-ci se déverse dans la Susquehanna.
Cooperstown est surtout célèbre pour le Temple de la renommée du baseball qui a ouvert ses portes en 1939, au 62 Main Street. Selon la légende, c'est dans un pâturage de cette localité qu'un héros de la guerre de Sécession, Abner Doubleday, aurait inventé le baseball en 1839. Cette « légende de Cooperstown » est toutefois remise en cause par les historiens du baseball dès 1909 et disparaît progressivement des ouvrages d'histoire du baseball après la Seconde Guerre mondiale. Cooperstown est couramment utilisé par métonymie pour désigner le Temple de la renommée du baseball,.

## Dans la littérature
- Home as Found, roman de James Fenimore Cooper (1838), se déroule dans la ville fictive de Templeton, largement inspirée du village de Cooperstown[4].

## Jumelage
- Windsor (Canada) depuis 1996.